# Государственный переворот в Бурунди (июль 1966)
Государственный переворот в Бурунди в июле 1966 года — переворот, осуществленный принцем Ндизейе с целью смещения с престола своего отца, короля Мвамбутсы IV. 
8 июля 1966 года в Королевстве Бурунди произошел государственный переворот. Второй в истории Бурунди после обретения независимости, переворот свергнул правительство, верное королю (мвами) Мвамбутсе IV, который отправился в изгнание в октябре 1965 года после провала более раннего государственного переворота.

## Предпосылки
Первая попытка государственного переворота была предпринята представителями этнической группы хуту и была спровоцирована ростом межэтнической напряженности между хуту и правящим классом тутси Бурунди. Переворот в июле 1966 года был крайней ответной реакцией тутси против того, что они считали опасными умеренными тенденциями короля Мвамбутсы IV в попытках сбалансировать интересы и требования хуту и тутси в правительстве.
В начале марта 1966 года студенты из Бурунди в Бельгии потребовали безоговорочного отречения мвами Мвамбутсы IV, отставки его правительства, роспуска парламента и проведения новых выборов. 
В марте 1966 года, вскоре после своего изгнания, Мвамбутса IV передал королевские полномочия своему сыну, наследному принцу Ндизейе. 8 июля 1966 года силы, верные принцу Ндизейе, свергли поддерживающее Мвамбутса IV правительство Леопольда Биа и утвердили Ндизейе в качестве нового мвами. 1 сентября Ндизейе был официально коронован под именем Нтаре V. Новый король пообещал Бурунди сильное руководство, меры по борьбе с коррупцией и новую конституцию. Нтаре V установил хорошие отношения между хуту и тутси из Руанды в Бурунди. 
11 июля Нтаре V выдвинул Мишеля Мичомберо, офицера армии тутси, сыгравшего важную роль в перевороте, на пост премьер-министра.

## Последствия
Менее чем через пять месяцев Мичомберо возглавил третий государственный переворот (28 ноября), в результате которого Нтаре V был свергнут с престола. Мичомберо упразднил монархию и объявил республику. Это позволило Мичомберо установить однопартийную военную диктатуру, которая продержалась до свержения его режима в результате военного переворота в 1976 году. Нтаре V бежал в изгнание, но вернулся в страну из Уганды в 1972 году, но вскоре был убит при весьма туманных обстоятельствах. 